# Royal Rumble 1991
Royal Rumble 1991 was een professioneel worstel-pay-per-viewevenement, dat georganiseerd werd door de World Wrestling Federation (WWF). Dit evenement was de 4de editie van Royal Rumble en vond plaats in het Miami Arena in Miami (Florida) op 19 januari 1991.
De hoofd wedstrijd was de Royal Rumble match, dat gewonnen werd door Hulk Hogan die Earthquake als laatste elimineerde om de match te winnen.

## Matchen
| Nr.                                                                          | Match | Winnaar(s)           |
| ---------------------------------------------------------------------------- | --- | -------------------- |
| -                                                                            | Sam Houston vs. Jerry Sags in een één-op-één match                                                                        | Jerry Sags           |
| 1                                                                            | The Rockers (Marty Jannetty & Shawn Michaels) vs. The Orient Express (Tanaka & Kato) (met Mr. Fuji) in een tag team match | The Rockers          |
| 2                                                                            | The Barbarian (met Bobby Heenan) vs. The Big Boss Man in een één-op-één match                                             | The Big Boss Man     |
| 3                                                                            | The Ultimate Warrior (c) vs. Sgt. Slaughter (met General Adnan) in een één-op-één match voor het WWF Championship         | Sgt. Slaughter (nc)  |
| 4                                                                            | Koko B. Ware vs. The Mountie (met Jimmy Hart) in een één-op-één match                                                     | The Mountie          |
| 5                                                                            | Ted DiBiase & Virgil vs. Dusty Rhodes & Dustin Rhodes in een tag team match                                               | Ted DiBiase & Virgil |
| 6                                                                            | Royal Rumble match | Hulk Hogan           |
| (c) huidige kampioen voor en na de match \| (nc) nieuwe kampioen na de match | |                      |

### Royal Rumble match
| Draw | Entree            | Orde | Geëlimineerd door              | Tijd  |
| ---- | ----------------- | ---- | ------------------------------ | ----- |
| 1    | Bret Hart         | 4    | Undertaker                     | 20:33 |
| 2    | Dino Bravo        | 1    | Valentine                      | 03:06 |
| 3    | Greg Valentine    | 14   | Hogan                          | 44:03 |
| 4    | Paul Roma         | 3    | Roberts                        | 14:05 |
| 5    | The Texas Tornado | 7    | Undertaker                     | 24:17 |
| 6    | Rick Martel       | 25   | Smith                          | 52:17 |
| 7    | Saba Simba        | 2    | Martel                         | 02:27 |
| 8    | Bushwhacker Butch | 5    | Undertaker                     | 10:07 |
| 9    | Jake Roberts      | 6    | Martel                         | 12:58 |
| 10   | Hercules          | 17   | Knobs                          | 37:36 |
| 11   | Tito Santana      | 15   | Earthquake                     | 30:23 |
| 12   | The Undertaker    | 9    | Hawk & Animal                  | 14:16 |
| 13   | Jimmy Snuka       | 8    | Hawk                           | 08:06 |
| 14   | Davey Boy Smith   | 26   | Earthquake & Knobs             | 36:43 |
| 15   | Smash             | 13   | Hogan                          | 18:22 |
| 16   | Hawk              | 10   | Hercules & Martel              | 06:37 |
| 17   | Shane Douglas     | 20   | Knobs                          | 26:23 |
| 18   | Randy Savage      | -    | Verscheen niet op de wedstrijd | 00:00 |
| 19   | Animal            | 11   | Earthquake                     | 06:39 |
| 20   | Crush             | 18   | Hogan                          | 18:34 |
| 21   | Jim Duggan        | 12   | Perfect                        | 04:44 |
| 22   | Earthquake        | 28   | Hogan                          | 24:42 |
| 23   | Mr. Perfect       | 22   | Smith                          | 16:14 |
| 24   | Hulk Hogan        | 30   | WINNAAR                        | 19:55 |
| 25   | Haku              | 24   | Smith                          | 13:24 |
| 26   | Jim Neidhart      | 23   | Martel                         | 11:11 |
| 27   | Bushwhacker Luke  | 16   | Earthquake                     | 00:04 |
| 28   | Brian Knobs       | 27   | Hogan                          | 10:07 |
| 29   | The Warlord       | 19   | Hogan                          | 01:35 |
| 30   | Tugboat           | 21   | Hogan                          | 02:32 |